# Tomasz Hamerlak
Tomasz Hamerlak (ur. 5 września 1975 w Bielsku-Białej) – polski sportowiec jeżdżący na wózku. 

## Życiorys
W polskiej reprezentacji od 1998. Uczestnik czterech letnich igrzysk paraolimpijskich: 2000, 2004, 2008 i 2012. Podczas Letnich Igrzysk Paraolimpijskich 2004 w Atenach zdobył brązowy medal w maratonie w klasie T54. W 2002 zajął trzecie miejsce w mistrzostwach świata na dystansie 5000m. W roku 2005 zdobył tytuł Najlepszego Niepełnosprawnego Sportowca Roku w plebiscycie Przeglądu Sportowego.
W styczniu 2016 roku po tym, jak w próbce pobranej od niego w czasie zawodów pokazowych rozgrywanych w Szwajcarii w lipcu 2015 roku próbce wykryto zabroniony środek dopingujący – stanozolol, Międzynarodowy Komitet Paraolimpijski ukarał go karą czteroletniej dyskwalifikacji (trwającej do 18 sierpnia 2019 roku).

## Upamiętnienie
W 2024 r. odsłonięto tablicę Tomasza Hamerlaka w Alei Olimpijczyków i Paraolimpijczyków w Wieruszowie.

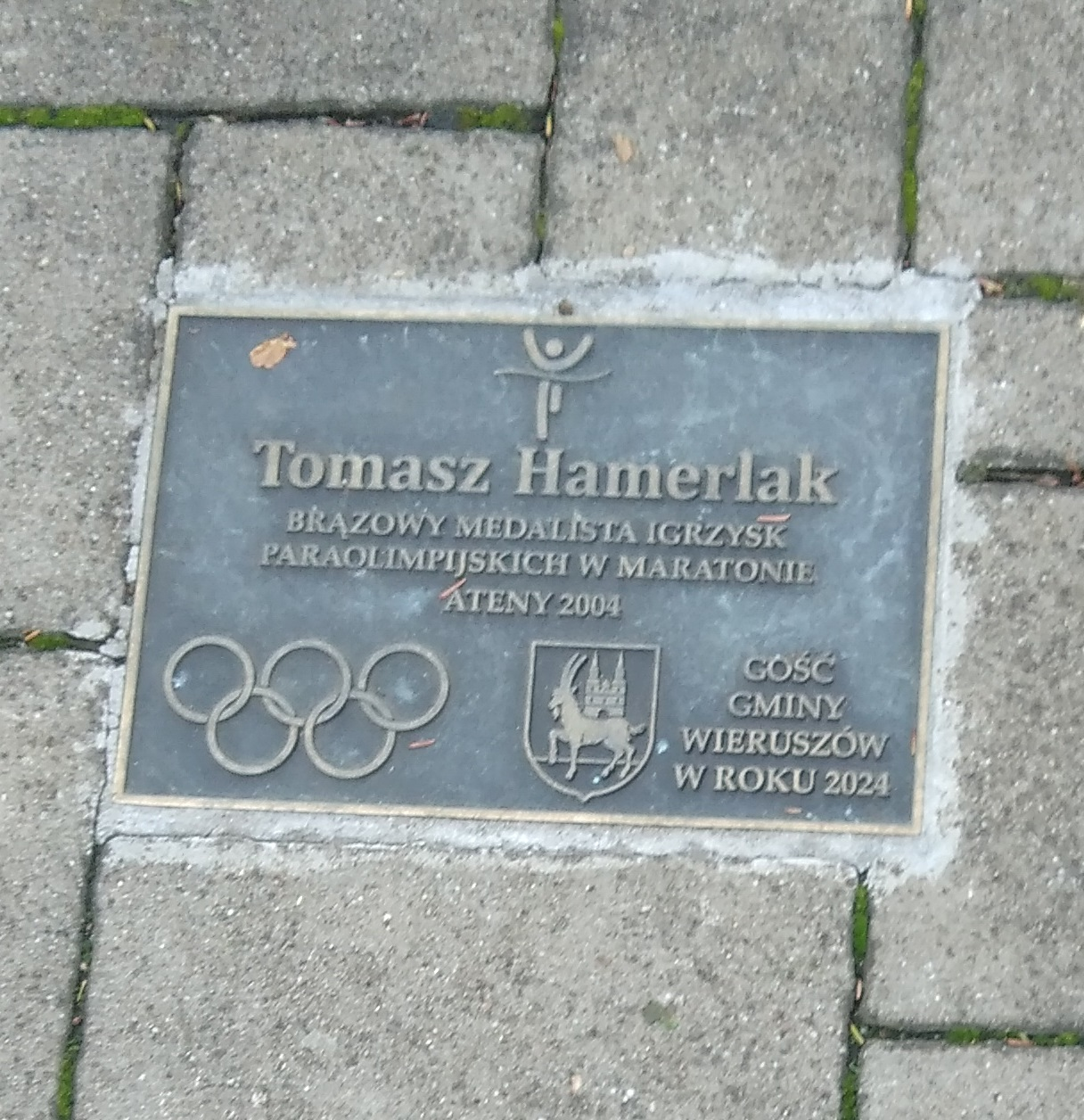
Tablica Tomasza Hamerlaka w Alei Olimpijczyków i Paraolimpijczyków w Wieruszowie.